# Martin Švagerko
Martin Švagerko (* 2. říjen 1967, Banská Bystrica) je bývalý slovenský skokan na lyžích, reprezentant Československa a Slovenska.

## Kariéra
Odchovanec Dukly Banská Bystrica patřil k silné generaci československých skokanů na lyžích v osmdesátých letech 20. století. Juniorský mistr světa z roku 1984, jediný slovenský skokan na lyžích, který vyhrál závod Světového poháru. 21. prosince 1986 zvítězil v Chamonix, na stupně vítězů vystoupil i v Sapporu 19. prosince 1987. V první desítce se umístil čtyřikrát. Nejlepší umístění v celkovém pořadí Světového poháru dosáhl v sezoně 1985/86, kdy skončil na 24. místě.
Na mistrovství světa získal dvě medaile v soutěži družstev, bronz v Lahti 1989 a stříbro ve Falunu 1993, kde byl členem společného týmu SR a ČR. Dvakrát byl členem družstva, které obsadilo na MS čtvrtou příčku (1985, 1987). V individuálních soutěžích bylo jeho nejlepším umístěním 22. místo na MS 1987 v Oberstdorfu na můstku K-90 a stejná pozice na MS 1993 ve Falunu na můstku K-120. Zúčastnil se zimních olympijských her 1984 v Sarajevu a 1994 v Lillehammeru.